# ماوريتسيو بونزي
ماوريتسيو بونزي (بالإيطالية: Maurizio Ponzi)‏ (و. 1939  م) هو مخرج أفلام، وكاتب سيناريو إيطالي، ولد في روما.

## التعليم
تعلم في جامعة روما سابينزا
.

## وصلات خارجية
- ماوريتسيو بونزي على موقع IMDb (الإنجليزية)
- ماوريتسيو بونزي على موقع ألو سيني (الفرنسية)
- ماوريتسيو بونزي على موقع أول موفي (الإنجليزية)
- ماوريتسيو بونزي على موقع قاعدة بيانات الأفلام السويدية (السويدية)
- ماوريتسيو بونزي على موقع قاعدة بيانات الفيلم (الإنجليزية)
- ماوريتسيو بونزي على موقع كينوبويسك (الروسية)